# Paweł Marek
Paweł Lew Marek (ur. 16 sierpnia 1902 w Radymnie, zm. 7 listopada 1971 w Warszawie) – polski działacz syndykalistyczny i anarchistyczny, publicysta, współzałożyciel Anarchistycznej Federacji Polski w okresie II Rzeczypospolitej, uczestnik obrony Warszawy w 1939, następnie walczył w powstaniu w getcie warszawskim i w powstaniu warszawskim. Po 1945 działacz związkowy. 

## Życiorys
Pracował od 14. roku życia. W 1919 był współzałożycielem w Radymnie Samodzielnej Organizacji Młodzieży Robotniczej, lokalnej organizacji o charakterze socjalistycznym, w której działali robotnicy polscy, żydowscy oraz ukraińscy. W 1923 brał udział w wypadkach listopadowych w Przemyślu. W obawie przed aresztowaniem przeniósł się do Stanisławowa. Od tego czasu zaangażował się w działalność ruchu syndykalistycznego i anarchistycznego. Wkrótce przyjechał do Warszawy, gdzie pracował jako rzemieślnik. W 1926 współtworzył Anarchistyczną Federację Polski. W latach 1930–1931 przebywał we Francji, gdzie dorywczo pracował i jednocześnie działał w środowisku polskich anarchistów. Po powrocie do Polski do 1937 sprawował funkcję sekretarza Anarchistycznej Federacji Polski. Jednocześnie był redaktorem nielegalnego organu AFP „Walka Klas”. 
Podczas kampanii wrześniowej 1939 brał udział w obronie Warszawy. W latach 1941–1942 mieszkał w getcie warszawskim. Następnie przebywał w obozie w Falentach, skąd uciekł w lutym 1943. Pod koniec 1943 był współorganizatorem konspiracyjnej grupy syndykalistycznej. Brał udział w powstaniu warszawskim w grupie prasowo-propagandowej, istniejącej przy Brygadzie Syndykalistycznej w Śródmieściu. Redagował powstańcze pismo pt. „Syndykalista”. Był też współzałożycielem Syndykalistycznego Porozumienia Powstańczego. Po upadku powstania przedostał się do Krakowa, gdzie pracował jako portier w szpitalu. Wkrótce został aresztowany przez Niemców. 
Po wyzwoleniu miasta zaczął pracować w Okręgowej Komisji Związków Zawodowych. Jednocześnie był organizatorem Związkowej Spółdzielni Mieszkaniowej i przewodniczącym jej Rady Nadzorczej. Był też członkiem rady nadzorczej Spółdzielni Wydawniczej „Słowo” w Łodzi. Propagował spółdzielczość pracy. W listopadzie 1948 r. wstąpił do Polskiej Partii Robotniczej i miesiąc później wziął udział w zjeździe założycielskim Polskiej Zjednoczonej Partii Robotniczej. W 1951 zamieszkał w Warszawie. Pracował w redakcji pisma „Głos Pracy” kolejno jako kierownik działu korespondentów, działu organizacyjnego i publicysta. Zmarł 7 listopada 1971.
W 2006, nakładem Oficyny Wydawniczej Bractwa „Trojka”, ukazały się jego wspomnienia pt. Na krawędzi życia. Wspomnienia anarchisty 1943-1944.

## Życie prywatne
Jego żoną była anarchistyczna działaczka Stefania Karolina Marek.